# Lysá pod Makytou
Lysá pod Makytou (Hongaars: Fehérhalom) is een Slowaakse gemeente in de regio Trenčín, en maakt deel uit van het district Púchov.
Lysá pod Makytou telt 2.145 inwoners.